# Mahschahr
Mahschahr (bzw. Māhshahr, persisch ماهشهر Māhschahr) ist eine Hafenstadt in der iranischen Provinz Chuzestan nahe der Grenze zum Irak. Mahschahr liegt zwischen den Städten Abadan und Ahvaz und ist 1035 km von der Landeshauptstadt Teheran entfernt.

## Name
Der Name Māhschahr setzt sich aus den Wörtern Māh und Schahr zusammen. Das Wort Māh stammt aus dem Buch Avesta für „Mond“. Schahr ist der altpersische Begriff für „Stadt“ (oder „Land“). So kann Mahschahr mit „Mondstadt“ übersetzt werden. Vor der Änderung des Namens 1965 in Bandar-e Mahschahr wurde die Stadt Machuleh oder Māhrouyan genannt und später unter dem Namen Bandar-e Ma'schoor (Bandar steht im persischen für Hafen) bekannt.

## Bevölkerung
Der größte Teil der Bevölkerung (etwa 45 %) besteht aus schiitischen Arabern. Die Umgangssprache besteht daher gleichermaßen aus dem Persischen, dem Arabischen und einer Mischung aus beiden Sprachen, dem sogenannten Chuzestani-Arabisch. Letzteres wird von der Bevölkerungsmehrheit gesprochen. Außerdem leben in Māhschahr Luren (40 %) Perser (10 %) und andere iranische Ethnien (5 %), die nach dem Iran-Irak-Krieg von der Regierung dort angesiedelt wurden.

## Klima
Die durchschnittliche Temperatur im Laufe eines ganzen Jahres liegt bei ca. 25 bis 30 Grad Celsius, wobei im Sommer bis zu 50 Grad erreicht werden können.
Am 31. Juli 2015 stieg die Temperatur in der Stadt aufgrund der Witterung auf 46 Grad Celsius bei einer Luftfeuchtigkeit von 49 Prozent. Die daraus folgende Feuchttemperatur erreichte nicht ganz 35 Grad. Dieses Wetterereignis stellte zu dieser Zeit die stärkste aufgezeichnete feuchte Hitzewelle dar.

## Wirtschaft und Infrastruktur

### Industrie
Siehe Bandar Imam Petrochemieunternehmen

### Eisenbahn
Die Stadt ist südlicher Endpunkt der Transiranischen Eisenbahn.

### Häfen
In und um Bandar-e Mahschahr befinden sich mehrere der wichtigsten iranischen Häfen, wie der Hafen von Bandar-e Imam Chomeini.
Der Hafen von Bandar-e Mahschahr ist einer der wichtigsten Häfen in Iran, aus dem Gas und Öl von der größten Raffinerie des Landes in Abadan exportiert werden. Abadan liegt 95 km von Bandar-e Mahschahr entfehrt und ist das Zentrum der iranischen Erdölindustrie mit einer der größten Raffinerien weltweit.

### Universitäten
In Mahschahr befinden sich zwei Universitäten: Die Islamische Azad-Universität und die Amir Kabir Technische Universität.
Außerdem befinden sich in der Stadt der Mahschahr Campus sowie mehrere Trainingscenter der Iranischen Revolutionsgard und der Armee, wie die Darvish Training Center (Ahvaz / Mahschahr) und das Crate Camp der Pasdaran.

## Persönlichkeiten
- Hossein Kanaanizadegan (* 1994), Fußballspieler